# Plouasne
 Plouasne (en bretó Plouan) és un municipi francès, situat a la regió de Bretanya, al departament de Costes del Nord. L'any 1999 tenia 1.358 habitants.

## Demografia
| 1962                                       | 1968  | 1975  | 1982  | 1990  | 1999  |
| ------------------------------------------ | ----- | ----- | ----- | ----- | ----- |
| 1.811                                      | 1.726 | 1.653 | 1.553 | 1,440 | 1.358 |
| Des de 1962: població sense dobles comptes |       |       |       |       |       |

## Administració
| Període   | Identitat         | Partit |
| --------- | ----------------- | ------ |
| 1995-2008 | Michèle Loiseleux |        |
| 2008-     | Michel Daugan     |        |